# Charles Clary
Charles Clary (Charleston, 24 marzo 1873 – Los Angeles, 24 marzo 1931) è stato un attore statunitense.
La sua carriera cinematografica è durata vent'anni, dal 1910 al 1930. In questo periodo, ha girato 213 film.

## Biografia
Nato nell'Illinois, a Charleston, Charles Clary debuttò come attore cinematografico nel 1910 in The Vampire, a fianco di Margarita Fischer. Il soggetto del film era tratto da un poema di Rudyard Kipling.
I primi film, Clary li girò per la Selig, una società che aveva iniziato a produrre film nel 1898 e che chiuderà nel 1920, la prima ad aprire i suoi studi in California. Nel 1912, ricoprì il ruolo di Cristoforo Colombo in The Coming of Columbus, un film in tre rulli che ripercorreva la vicenda della scoperta dell'America.
Nel 1913, Clary ebbe uno dei ruoli principali in The Adventures of Kathlyn di Francis J. Grandon, un serial di grande successo con protagonista Kathlyn Williams. La storia verrà riproposta dalla casa di produzione nel 1916, con un film dallo stesso titolo e utilizzando lo stesso cast del serial.

## Filmografia

### 1910
- The Vampire – cortometraggio (1910)

### 1911
- Buddy, the Little Guardian –  cortometraggio (1911)
- The Witch of the Everglades, regia di Otis Turner – cortometraggio (1911)
- Back to the Primitive, regia di Francis Boggs e Otis Turner – cortometraggio (1911)
- Jim and Joe, regia di Otis Turner -  cortometraggio (1911)
- The Rose of Old St. Augustine, regia di Otis Turner – cortometraggio (1911)
- Ten Nights in a Bar Room, regia di Francis Boggs – cortometraggio (1911)
- Captain Kate, regia di Francis Boggs e Otis Turner – cortometraggio (1911)
- Jealous George, regia di Otis Turner – cortometraggio (1911)
- Life on the Border, regia di Otis Turner – cortometraggio (1911)
- Dad's Girls, regia di Otis Turner – cortometraggio (1911)
- The Wheels of Justice, regia di Otis Turner – cortometraggio (1911)
- The Two Orphans, regia di Francis Boggs e di Otis Turner – cortometraggio (1911)
- Maud Muller, regia di Otis Turner – cortometraggio (1911)
- How They Stopped the Run on the Bank, regia di Otis Turner – cortometraggio (1911)
- His Better Self, regia di Otis Turner – cortometraggio (1911)
- Lost in the Jungle, regia di Otis Turner – cortometraggio (1911)
- The Inner Mind, regia di Otis Turner – cortometraggio (1911)
- Getting Married, regia di Colin Campbell  – cortometraggio (1911)
- Brown of Harvard, regia di Colin Campbell – cortometraggio (1911)
- Paid Back, regia di Colin Campbell – cortometraggio (1911)

### 1912
- Cinderella, regia di Colin Campbell – cortometraggio (1912)
- The Prosecuting Attorney, regia di Colin Campbell – cortometraggio (1912)
- A Safe Proposition, regia di Colin Campbell – cortometraggio (1912)
- The Hypnotic Detective, regia di Colin Campbell – cortometraggio (1912)
- When Memory Calls, regia di Frank Beal – cortometraggio (1912)
- Sons of the North Woods, regia di Frank Beal – cortometraggio (1912)
- When the Heart Rules, regia di Frank Beal – cortometraggio (1912)
- The Other Woman, regia di George L. Cox – cortometraggio (1912)
- The Devil, the Servant and the Man, regia di Frank Beal – cortometraggio (1912)
- The Law of the North, regia di Frank Beal e George L. Cox – cortometraggio (1912)
- Cristoforo Colombo  (The Coming of Columbus), regia di Colin Campbell – cortometraggio (1912)
- The Stronger Mind, regia di Frank Beal – cortometraggio (1912)
- The Turning Point, regia di Frank Beal – cortometraggio (1912)
- The Girl with the Lantern, regia di Frank Beal – cortometraggio (1912)
- The Mystery of Room 29, regia di Otis B. Thayer – cortometraggio (1912)
- The Adopted Son, regia di Otis Thayer – cortometraggio (1912)
- The Last Dance, regia di Oscar Eagle – cortometraggio (1912)
- Under Suspicion, regia di Oscar Eagle – cortometraggio (1912)
- The Three Valises, regia di Richard Garrick  – cortometraggio (1912)
- Officer Murray, regia di Richard Garrick – cortometraggio (1912)
- An Unexpected Fortune, regia di Otis Thayer – cortometraggio (1912)
- The Girl at the Cupola, regia di Oscar Eagle – cortometraggio (1912)
- A Detective's Strategy, regia di Lem B. Parker – cortometraggio (1912)
- Her Bitter Lesson, regia di Hardee Kirkland – cortometraggio (1912)
- The Fire Fighter's Love, regia di Oscar Eagle – cortometraggio (1912)

### 1913
- The Lesson, regia di Oscar Eagle – cortometraggio (1913)
- A Husband Won by Election, regia di Oscar Eagle – cortometraggio (1913)
- The Ex-Convict, regia di Oscar Eagle – cortometraggio (1913)
- Pauline Cushman, the Federal Spy, regia di Oscar Eagle – cortometraggio (1913)
- The Scales of Justice, regia di Oscar Eagle – cortometraggio (1913)
- The Food Chopper War, regia di Lorimer Johnston – cortometraggio (1913)
- A Lucky Mistake, regia di Lorimer Johnston – cortometraggio (1913)
- A Change of Administration, regia di Hardee Kirkland – cortometraggio (1913)
- Belle Boyd, a Confederate Spy, regia di Oscar Eagle – cortometraggio (1913)
- The Stolen Face, regia di Oscar Eagle – cortometraggio (1913)
- The Coast of Chance, regia di Oscar Eagle – cortometraggio (1913)
- Tobias Turns the Tables, regia di Oscar Eagle – cortometraggio (1913)
- The Water Rat, regia di Oscar Eagle – cortometraggio (1913)
- The Man in the Street, regia di Oscar Eagle – cortometraggio (1913)
- Around Battle Tree, regia di Oscar Eagle – cortometraggio (1913)
- The Fifth String – cortometraggio (1913)
- The Toils of Deception, regia di Oscar Eagle – cortometraggio (1913)
- Tobias Wants Out, regia di Oscar Eagle – cortometraggio (1913)
- The Policeman and the Baby, regia di Hardee Kirkland – cortometraggio (1913)
- The Finger Print, regia di Oscar Eagle – cortometraggio (1913)
- Dorothy's Adoption – cortometraggio (1913)
- The Pendulum of Fate, regia di Hardee Kirkland] – cortometraggio (1913)
- Thor, Lord of the Jungles, regia di Colin Campbell – cortometraggio (1913)
- Slipping Fingers – cortometraggio (1913)
- The Unwelcome Throne, regia di Francis J. Grandon – cortometraggio (1913)
- The Adventures of Kathlyn, regia di Francis J. Grandon - serial cinematografico (1913)
- Miss 'Arabian Nights', regia di Oscar Eagle – cortometraggio (1913)
- I Hear Her Calling Me (from the Heart of Africa), regia di F.J. Grandin – cortometraggio (1913)

### 1914
- The Two Ordeals, regia di Francis J. Grandon – cortometraggio (1914)
- The Royal Slave, regia di Francis J. Grandon – cortometraggio (1914)
- Three Bags of Silver, regia di Francis J. Grandon – cortometraggio (1914)
- The Garden of Brides, regia di Francis J. Grandon – cortometraggio (1914)
- The Cruel Crown, regia di Francis J. Grandon – cortometraggio (1914)
- The Spellbound Multitude, regia di Francis J. Grandon – cortometraggio (1914)
- The Warrior Maid, regia di Francis J. Grandon – cortometraggio (1914)
- The Forged Parchment, regia di Francis J. Grandon – cortometraggio (1914)
- The King's Will, regia di Francis J. Grandon – cortometraggio (1914)
- The Court of Death, regia di Francis J. Grandon – cortometraggio (1914)
- The Leopard's Foundling, regia di Francis J. Grandon e Kathlyn Williams – cortometraggio (1914)
- A Woman Laughs, regia di Norval MacGregor – cortometraggio (1914)
- The Jungle Samaritan, regia di Norval MacGregor – cortometraggio (1914)
- The Speck on the Wall, regia di Colin Campbell – cortometraggio (1914)
- The Fifth Man, regia di Francis J. Grandon – cortometraggio (1914)
- Hearts and Masks, regia di Colin Campbell – cortometraggio (1914)
- The Woman of It, regia di Colin Campbell – cortometraggio (1914)
- The Tragedy That Lived, regia di Colin Campbell – cortometraggio (1914)
- The Losing Fight, regia di Colin Campbell – cortometraggio (1914)
- The Story of the Blood Red Rose, regia di Colin Campbell – cortometraggio (1914)
- Her Sacrifice, regia di Colin Campbell – cortometraggio (1914)
- Till Death Us Do Part, regia di Colin Campbell – cortometraggio (1914)

### 1915
- A Day That Is Gone – cortometraggio (1915)
- The Forged Testament, regia di George Nichols – cortometraggio (1915)
- A Man's Prerogative, regia di George Nichols (1915)
- The Carpet from Bagdad, regia di Colin Campbell (1915)
- Strathmore, regia di Francis J. Grandon - (1915)
- At the Stroke of the Angelus – cortometraggio (1915)
- The Fortunes of Mariana – cortometraggio (1915)
- Children of the Sea – cortometraggio (1915)
- The Rosary, regia di Colin Campbell (1915)
- A Breath of Summer, regia di George Siegmann – cortometraggio (1915)
- Big Jim's Heart, regia di John B. O'Brien – cortometraggio (1915)
- The Way of a Woman's Heart – cortometraggio (1915)
- His Guiding Angel – cortometraggio (1915)
- The Penitentes, regia di Jack Conway (1915)

### 1916
- The Price of Power (1916)
- Tennessee's Pardner, regia di George Melford (1916)
- The Adventures of Kathlyn, regia di Francis J. Grandon (1916)
- The Blacklist, regia di William C. de Mille (1916)
- Each Pearl a Tear, regia di George Melford (1916)
- Giovanna d'Arco (Joan the Woman), regia di Cecil B. DeMille (1916)

### 1917
- The Price of Silence, regia di Frank Lloyd (1917)
- Il metodo dell'onore (The Honor System), regia di R.A. Walsh (Raoul Walsh) (1917)
- Il marchese d'Evremonde (A Tale of Two Cities), regia di Frank Lloyd (1917)
- High Finance, regia di Otis Turner  (1917)
- La bugia muta (The Silent Lie o Camille of the Yukon), regia di R.A. Walsh (1917)
- To Honor and Obey, regia di Otis Turner (1917)
- La peccatrice innocente (The Innocent Sinner), regia di R.A. Walsh (1917)
- The Spy, regia di Richard Stanton (1917)
- The Soul of Satan, regia di Otis Turner (1917)
- The Sole Survivor, regia di Francis J. Grandon – cortometraggio (1917)
- Il conquistatore (The Conqueror), regia di Raoul Walsh (1917)
- Pioneer Days, regia di Oscar Eagle – cortometraggio (1917)
- Shall We Forgive Her?, regia di Arthur Ashley (1917)
- Rosa di sangue (The Rose of Blood), regia di J. Gordon Edwards (1917)
- Madame du Barry, regia di J. Gordon Edwards (1917)
- For Liberty, regia di Bertram Bracken (1917)
- The Voice That Led Him, regia di Francis J. Grandon – cortometraggio (1917)
- A Man, a Girl, and a Lion, regia di Francis J. Grandon – cortometraggio, soggetto (1917)

### 1918
- The Blindness of Divorce, regia di Frank Lloyd (1918)
- True Blue, regia di Frank Lloyd (1918)
- The Scarlet Road, regia di Edward J. Le Saint (1918)
- Fallen Angel, regia di Robert Thornby (1918)
- Kultur, regia di Edward J. Le Saint (1918)
- The Strange Woman, regia di Edward J. Le Saint (1918)

### 1919
- The Call of the Soul, regia di Edward J. Le Saint (1919)
- The Girl with No Regrets, regia di Harry Millarde (1919)
- The Man Hunter, regia di Frank Lloyd (1919)
- Extravagance, regia di Victor Schertzinger (1919)
- I predoni della prateria (The Lone Star Ranger), regia di J. Gordon Edwards (1919)
- Wolves of the Night, regia di J. Gordon Edwards (1919)
- The Splendid Sin, regia di Howard M. Mitchell (1919)
- L'ultimo eroe (The Last of the Duanes), regia di J. Gordon Edwards (1919)
- Bonds of Love, regia di Reginald Barker (1919)
- Under Suspicion, regia di William C. Dowlan (1919)
- The Day She Paid, regia di Rex Ingram (1919)
- A Girl Named Mary, regia di Walter Edwards (1919)

### 1920
- The Street Called Straight, regia di Wallace Worsley (1920)
- The Woman in Room 13, regia di Frank Lloyd (1920)
- The Penalty, regia di Wallace Worsley (1920)
- A Light Woman, regia di George L. Cox (1920)
- Sunset Jones, regia di George L. Cox (1920)
- Le avventure di un americano alla Corte di re Arturo (A Connecticut Yankee in King Arthur's Court), regia di Emmett J. Flynn (1921)

### 1921
- Don't Neglect Your Wife, regia di Wallace Worsley (1921)
- Opened Shutters, regia di William Worthington (1921)
- The Sea Lion, regia di Rowland V. Lee (1921)
- The Hole in the Wall, regia di Maxwell Karger (1921)

### 1922
- Two Kinds of Women, regia di Colin Campbell (1922)
- Very Truly Yours, regia di Harry Beaumont (1922)
- Hate, regia di Maxwell Karger (1922)
- Rich Men's Wives, regia di Louis J. Gasnier (1922)
- Heroes and Husbands, regia di Chet Withey (Chester Withey) (1922)
- Skin Deep, regia di Lambert Hillyer (1922)
- The Flaming Hour, regia di Edward Sedgwick (1922)

### 1923
- The Last Hour, regia di Edward Sloman (1923)
- Nobody's Money, regia di Wallace Worsley (1923)
- Money, Money, Money, regia di Tom Forman (1923)
- Jazz-Band (Prodigal Daughters), regia di Sam Wood (1923)
- Michael O'Halloran, regia di James Leo Meehan (1923)
- Sotto la terra martoriata (Six Days), regia di Charles Brabin (1923)
- Cause for Divorce, regia di Hugh Dierker (1923)
- In the Palace of the King, regia di Emmett J. Flynn (1923)
- Alba tonante (Thundering Dawn), regia di Harry Garson (1923)

### 1924
- Il sussurro della calunnia (The Whispered Name), regia di King Baggot (1924)
- On Time, regia di Henry Lehrman (1924)
- In Fast Company, regia di James W. Horne (1924)
- Behind the Curtain, regia di Chester M. Franklin (1924)
- Empty Hands, regia di Victor Fleming (1924)
- The Breath of Scandal, regia di Louis J. Gasnier (1924)
- Flames of Desire, regia di Denison Clift (1924)

### 1925
- 3 Keys, regia di Edward LeSaint (1925)
- Il letto d'oro (The Golden Bed), regia di Cecil B. DeMille (1925)
- Jimmie's Millions, regia di James P. Hogan (1925)
- Super Speed, regia di Albert S. Rogell (1925)
- She Wolves, regia di Maurice Elvey (1925)
- Speed Wild, regia di Harry Garson (1925)
- The Kiss Barrier, regia di Roy William Neill (1925)
- An Enemy of Men, regia di Frank R. Strayer (1925)
- The Unwritten Law, regia di Edward J. LeSaint (1925)
- Follie (The Coast of Folly), regia di Allan Dwan (1925)
- Seven Days, regia di Scott Sidney (1925)
- Sealed Lips, regia di Tony Gaudio (1925)
- Away in the Lead (1925)

### 1926
- The Blue Streak, regia di Noel M. Smith (come Noel Mason) (1926)
- The Auction Block, regia di Hobart Henley (1926)
- Red Dice, regia di William K. Howard (1926)
- Il barcaiuolo del Volga (The Volga Boatman), regia di Cecil B. DeMille (1926)
- The Blind Goddess, regia di Victor Fleming (1926)
- Modern Youth, regia di Jack Nelson (1926)
- Il principe azzurro (Beverly of Graustark), regia di Sidney Franklin (1926)
- Mighty Like a Moose, regia di Leo McCarey – cortometraggio (1926)
- Thrilling Youth, regia di Grover Jones (1926)
- Satan Town, regia di Edmund Mortimer (1926)
- Whispering Wires
- The Ramblin' Galoot
- When a Man Loves, regia di Alan Crosland (1926)

### 1927
- See You in Jail, regia di Joseph Henabery (1927)
- Il re dei re (The King of Kings), regia di Cecil B. DeMille (1927)
- The Magic Garden, regia di James Leo Meehan (1927)
- Man Power, regia di Clarence G. Badger (1927)
- Smile, Brother, Smile, regia di John Francis Dillon (1927)
- What Price Love?, regia di Harry Revier (1927)
- Pretty Clothes, regia di Phil Rosen (1927)
- His Foreign Wife, regia di John P. McCarthy (1927)
- Land of the Lawless, regia di Thomas Buckingham (1927)

### 1928
- Una donna contro il mondo (A Woman Against the World), regia di George Archainbaud (1928)
- Nameless Men, regia di Christy Cabanne (1928)
- Jazz Mad, regia di F. Harmon Weight (1928)
- The Big Hop, regia di James W. Horne (1928)
- Il potere della stampa (The Power of the Press), regia di Frank Capra (1928)
- Wolves of the City, regia di Leigh Jason (1928)
- Trial Marriage, regia di William Hughes Curran (1928)

### 1929
- Eyes of the Underworld, regia di Leigh Jason e Ray Taylor (1929)
- Prisoners, regia di William A. Seiter (1929)
- La principessina capricciosa (The Exalted Flapper), regia di James Tinling (1929)
- Allegri marinai (Sailor's Holiday), regia di Fred C. Newmeyer (1929)

### 1930
- Lucky Larkin, regia di Harry Joe Brown (1930)
- Half Pint Polly, regia di Robert De Lacey – cortometraggio (1930)
- Il benemerito spiantato (Night Work), regia di Russell Mack (1930)
- Il mendicante di Bagdad (Kismet), regia di John Francis Dillon (1930)